# Scarabaeus satyrus
Scarabaeus satyrus (лат.) — вид жуков рода скарабеи из семейства пластинчатоусые. Эти жуки откатывают шарик навоза на некоторое расстояние от места, где он был отложен, и закапывают его, роя подземную камеру для его размещения. Затем в шарик откладывается яйцо, растущая личинка питается навозом, окукливается и в конце концов превращается во взрослую особь. Таксон включён в состав подрода Escarabaeus Zídek & Pokorný, 2011 (ранее Mesoscarabaeus Zídek & Pokorný, 2008), который иногда рассматривают в качестве отдельного рода (и тогда вид трактуют как Escarabaeus satyrus).

## Распространение
Афротропический вид, встречается в таких странах Африки как Эфиопия, Сомали, Намибия, Ботсвана, ЮАР.

## Описание
Scarabaeus ambiguus — крупный чёрный вид жука-скарабея. В исследовании Marie Dacke, опубликованном в журнале Current Biology, сообщается, что учёные обнаружили, что жуки этого вида используют яркое свечение от Млечного пути для навигации в ночное время. Известно, что позвоночные животные, такие как люди, птицы и тюлени, ориентируются подобным образом, но это может быть первое насекомое, которое делает то же самое. Предыдущие эксперименты показали, что эти жуки способны ориентироваться по свету Солнца, Луны и поляризованному свету, исходящему от этих источников света. Именно их способность не сбиваться с курса в ясные безлунные ночи озадачила исследователей. Жуков поместили в Йоханнесбургский планетарий, где можно было контролировать внешний вид видимого неба. Чтобы убедиться, что они не используют подсказки на горизонте, их поместили в контейнер с затемнёнными стенками. Жуки лучше всего ориентировались при ясном звёздном небе, но не хуже справлялись с задачей, когда была видна только рассеянная полоса галактики Млечный Путь. Несомненно, что многие другие животные пользуются подобными методами: лягушки, летучие мыши, бабочки и пауки являются вероятными кандидатами.

## Систематика
Вид был впервые описан в 1860 году шведским энтомологом Карлом Хенриком Бохеманом (1796—1868) под названием Ateuchus satyrus Boheman, 1860. Первоначально включался в состав номинативного подрода Scarabaeus s. str., который включает 17 палеарктических видов, три из которых достигают северных частей Афротропики, и множество строго афротропических видов. В 1998 году Барберо с соавторами (Barbero et al., 1998) отделили от Scarabaeus s. str. неназванную ими группу (группа S. cristatus в работе Zídek, 2004), которая включает S. satyrus, а также близкие виды S. andrewesi, S. bannuensis, S. brahminus, S. cristatus, S. furcatus и S. sennaariensis. Хотя это отдельный кластер в их консенсусных деревьях, автор предположил, что это может быть отдельная группа внутри, а не рядом с Scarabaeus s. str.. В 2008 году эту группу выделили в подрод Mesoscarabaeus Zídek & Pokorný, 2008. Позднее таксон S. satyrus вошёл в состав подрода Escarabaeus Zídek & Pokorný, 2011 (из-за омонимии Mesoscarabaeus).
Объединённый морфологический и молекулярный анализ, проведённый в 2006 году, выявил ряд хорошо поддерживаемых эволюционных связей скарабеев, таких как монофилия ночных видов Scarabaeus satyrus, S. [Neateuchus] proboscideus и S. zambesianus.